# Yucca baccata
Yucca banane
Espèce
Synonymes
- Sarcoyucca baccata (Torr.) Linding.[1]
- Yucca baccata var. baccata[1]
- Yucca baccata var. vespertina McKelvey[2]
- Yucca confinis McKelvey[2]
- Yucca filifera Engelm.[1]
- Yucca hanburyi Baker[1]
- Yucca scabrifolia Baker[1]
- Yucca vespertina (McKelvey) S.L.Welsh[1]
- Yucca vespertina (McKelvey) Welsh[2]

Yucca baccata, plus communément nommé Yucca banane (ou « Yuccactus »), est une espèce d'arbuste de la famille des Yuccas. Il est caractérisé par ses feuilles dures et très pointues qui peuvent blesser.

## Habitat et répartition
Il est originaire du désert de Sonora situé au sud-ouest des États-Unis et au nord du Mexique.

## Description
Sa taille atteint en général environ 2 mètres[réf. nécessaire].

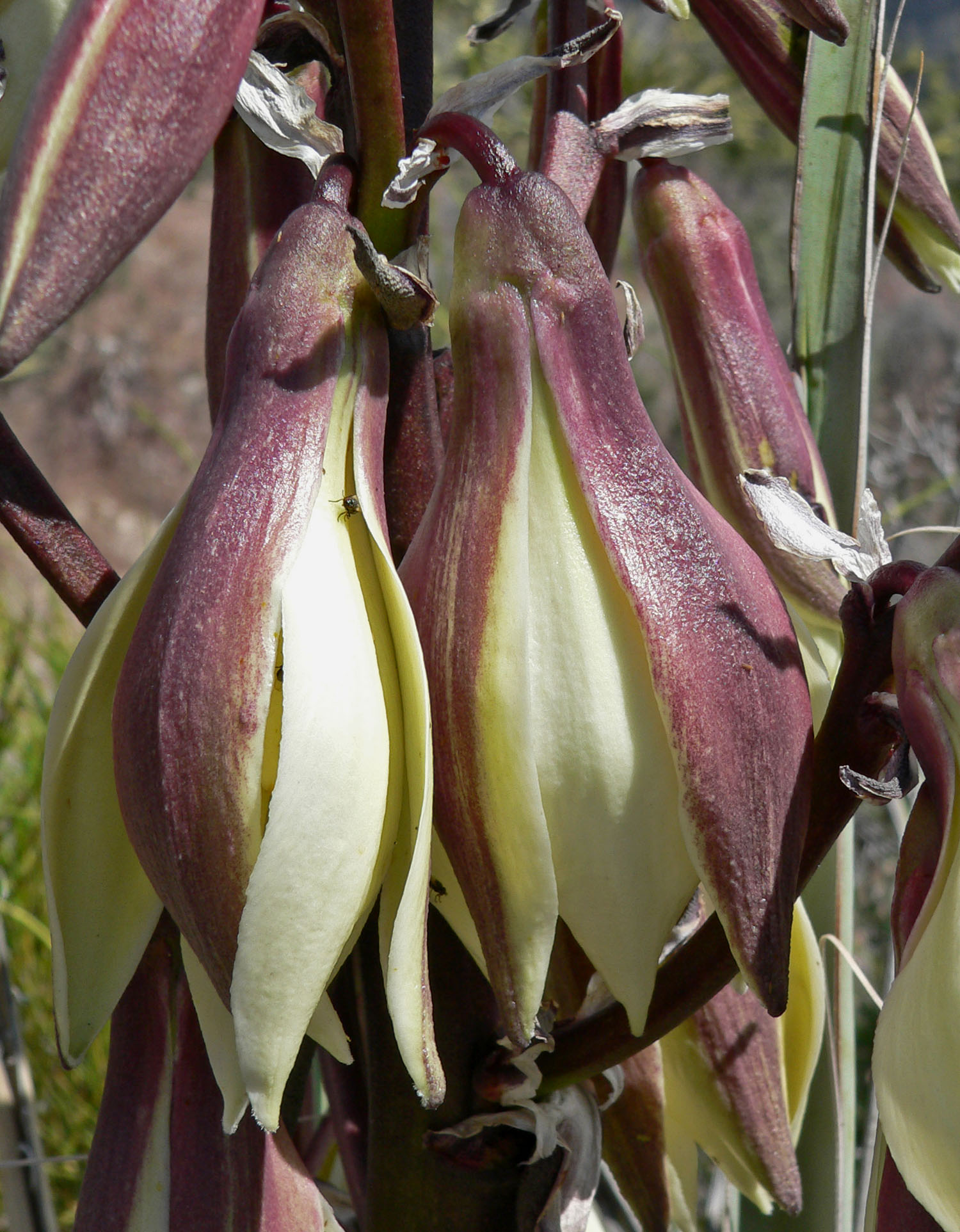
Fleurs.
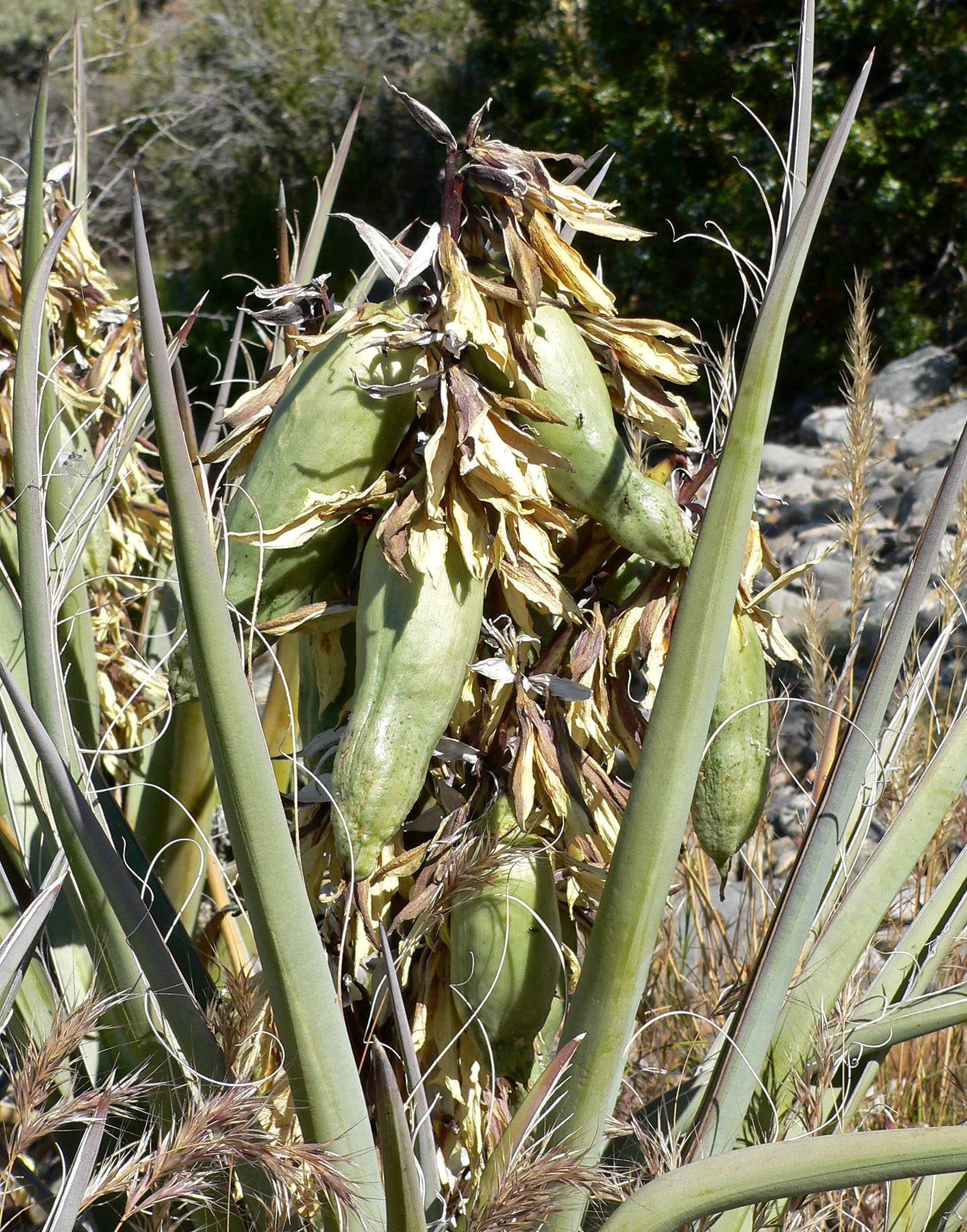
Fruits.
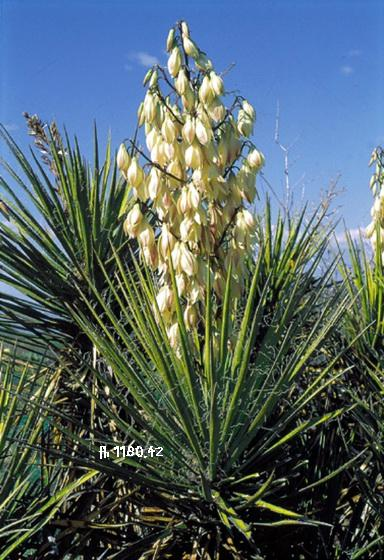
Yucca baccata var. brevifolia

### Liste des variétés et sous-espèces
Selon Catalogue of Life (25 septembre 2018) et World Checklist of Selected Plant Families (WCSP) (25 septembre 2018) :
- variété Yucca baccata var. baccata
- variété Yucca baccata var. brevifolia L.D.Benson & Darrow (1943)